# 자유공원 (인천)
자유공원(自由公園)은 대한민국 인천광역시 중구에 있는 공원이다. 한국 최초의 서구식 공원으로, 1888년 2월에 설립됐다. 응봉산 전역을 아우르며, 정상에는 한미수교백주년기념탑과 더글러스 맥아더 장군 동상이 있다.

## 특징
맥아더 동상 인근의 광장은 인천 시가지, 인천항과 서해를 조망할 수 있고, 석양을 잘 볼 수 있는 명소로 알려져 있다. 매년 4월에 벚꽃축제가 열린다.

## 역사
자유공원은 한국 근현대사가 투영된 공간이다. 1888년 외국인 거류민단에서 관리·운영하여 당시 시민들은 이를 각국공원이라 불렀다. 일본의 세력이 커지면서 1914년 각국 거류지의 철폐와 함께 공원 관리권이 인천부로 이관되자 명칭이 서공원이나 야마테 공원으로 바뀌었다. 1919년 3·1 운동 이후 한성정부가 자유공원에서 선포되었다.
1945년 해방 후에는 만국공원으로 불렸다. 6.25 전쟁 때 공원의 절반 이상이 파괴되었다. 인천상륙작전을 지휘한 맥아더 장군의 동상이 세워진 1957년부터 자유공원으로 개칭되었다.

## 사건
우리민족연방제통일추진회의의 의장이 2005년에 맥아더 장군 동상 철거 시위를 벌이며 조선민주주의인민공화국의 지령을 받은 일이 있었다.

## 시설
- 한·미 수교 100주년 기념탑
- 맥아더 장군상
- 6.25 학도의용대 위령탑
- 제물포구락부(옛 인천문화원)
- 인천기상대
- 석정루
- 연오정

## 갤러리

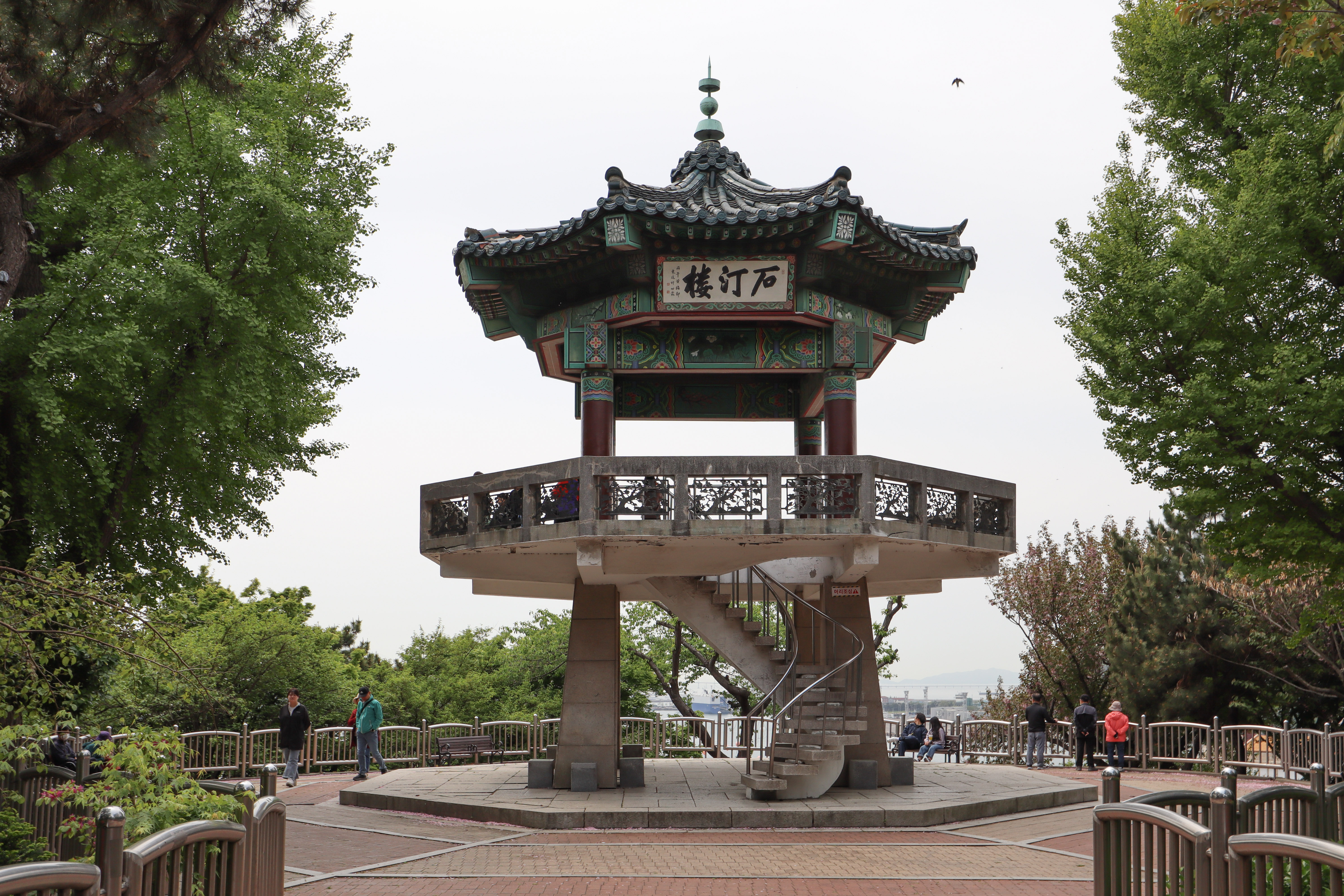
석정루
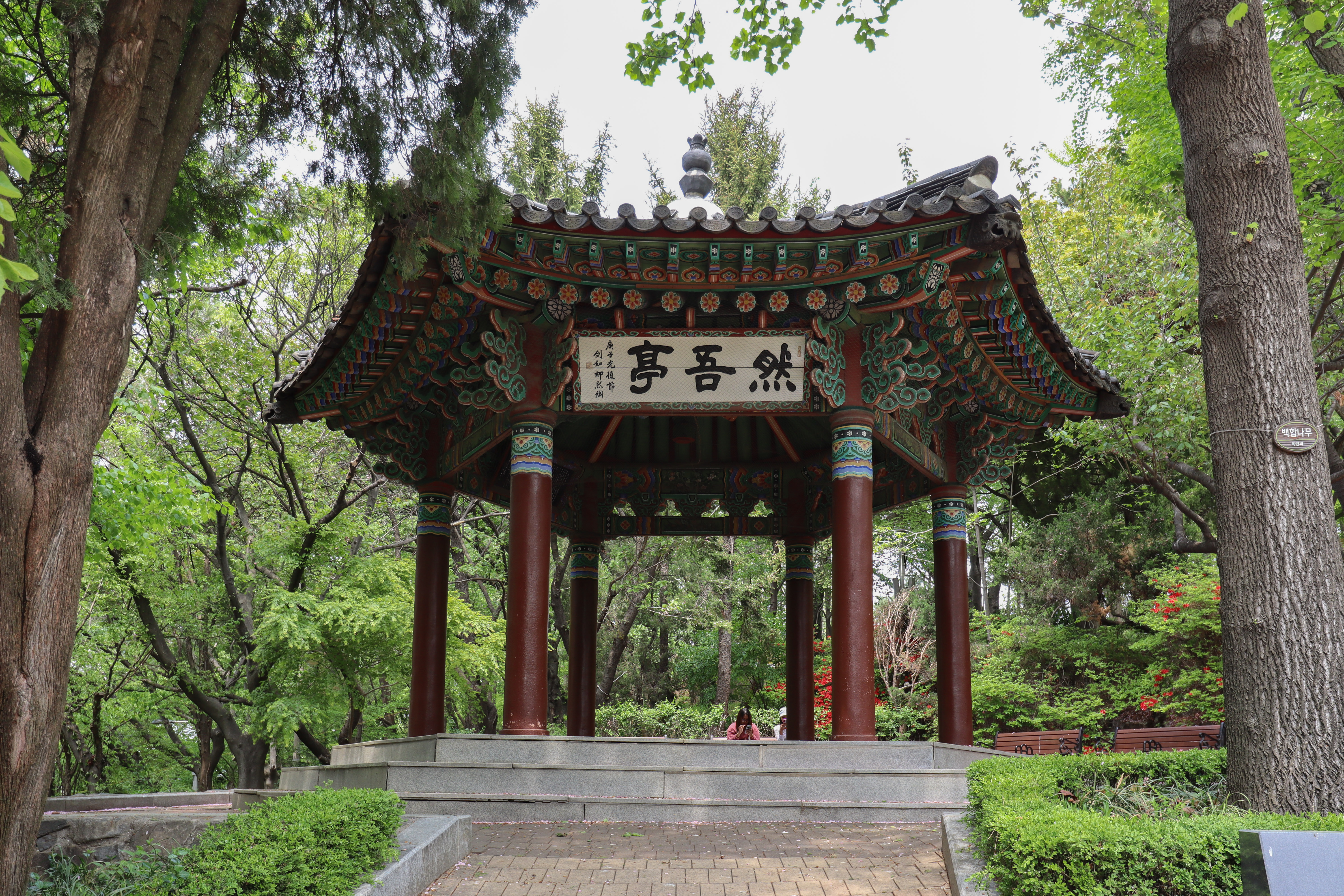
연오정
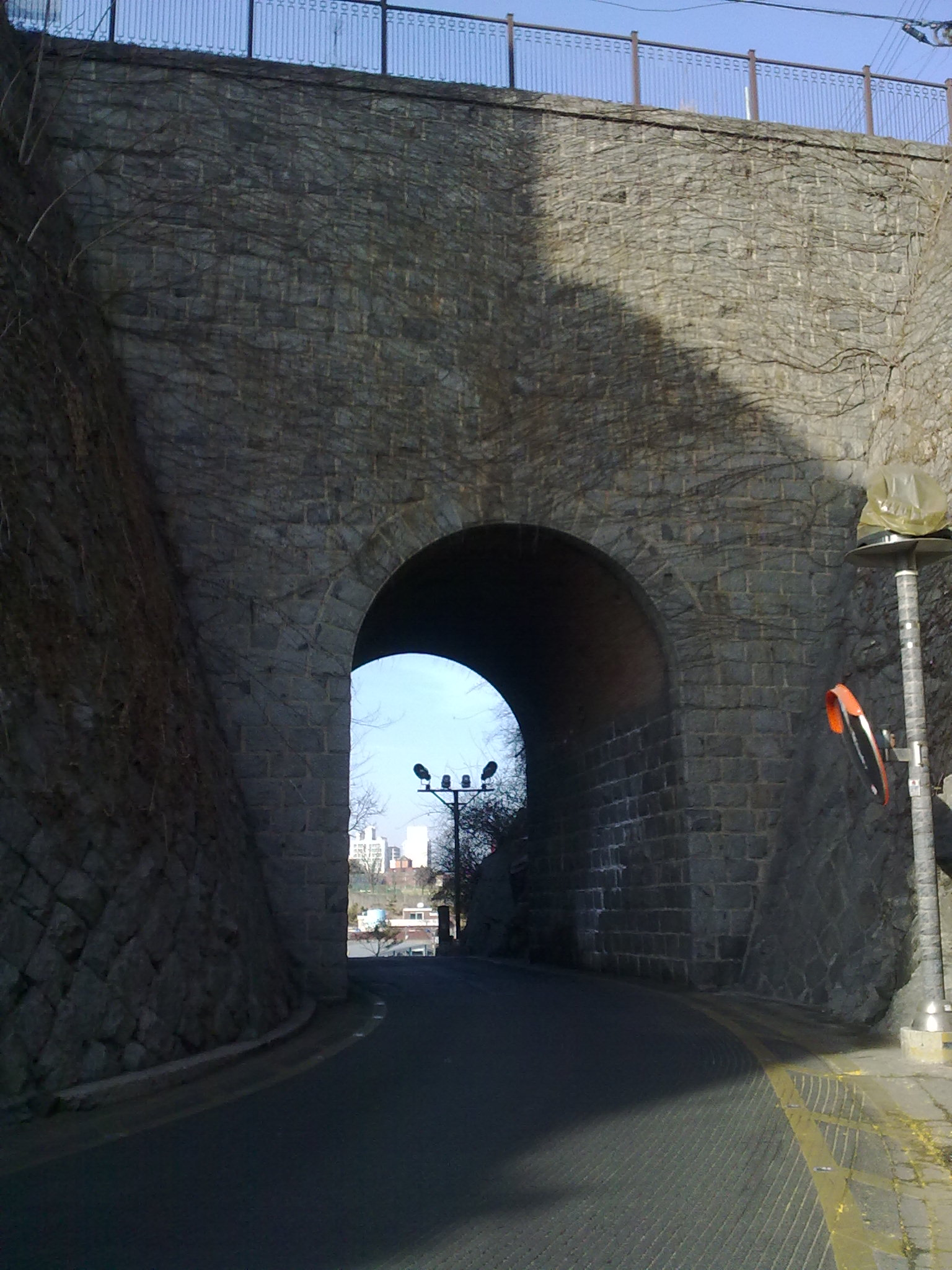
홍예문
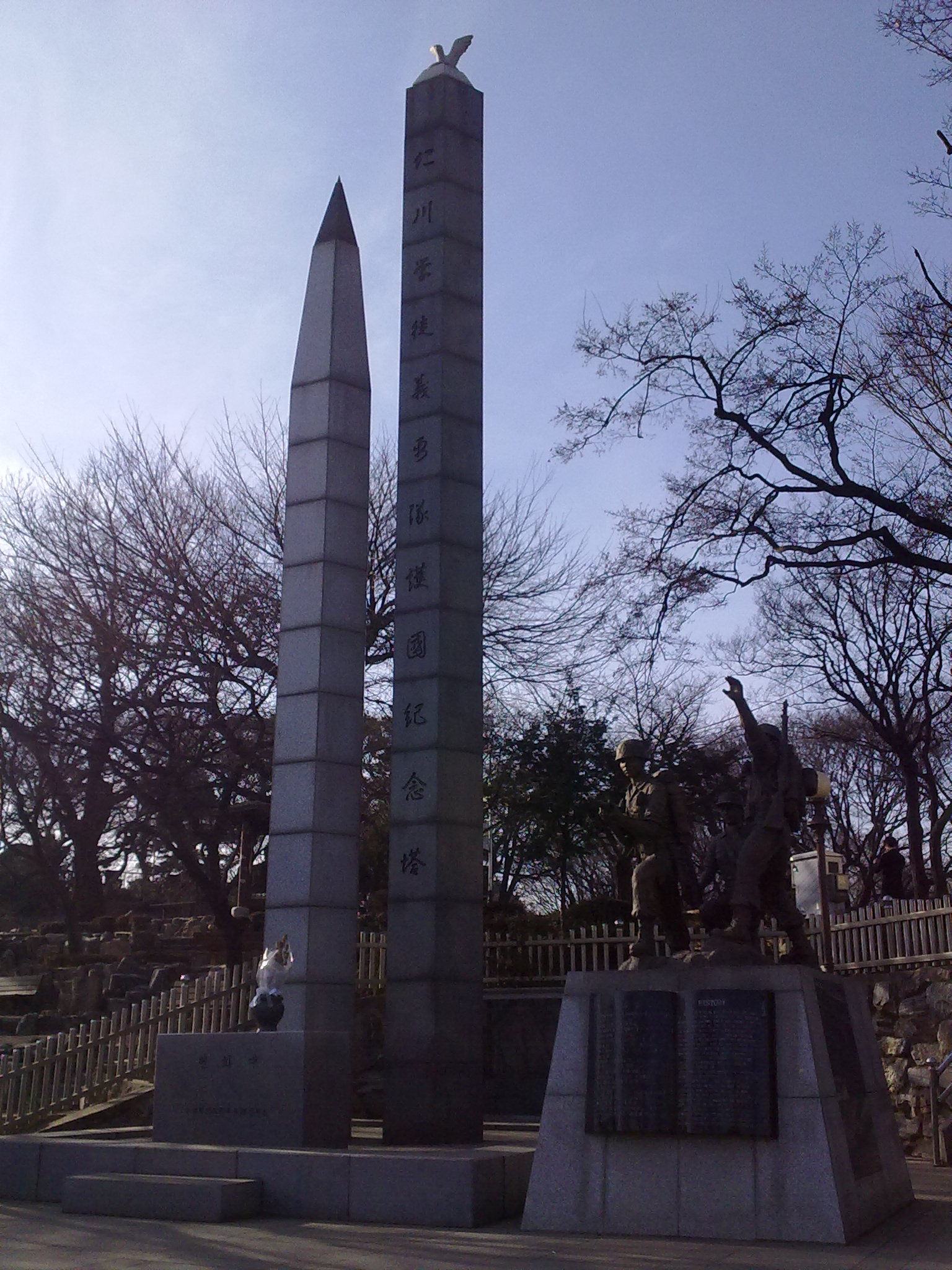
학도의용대 호국기념탑
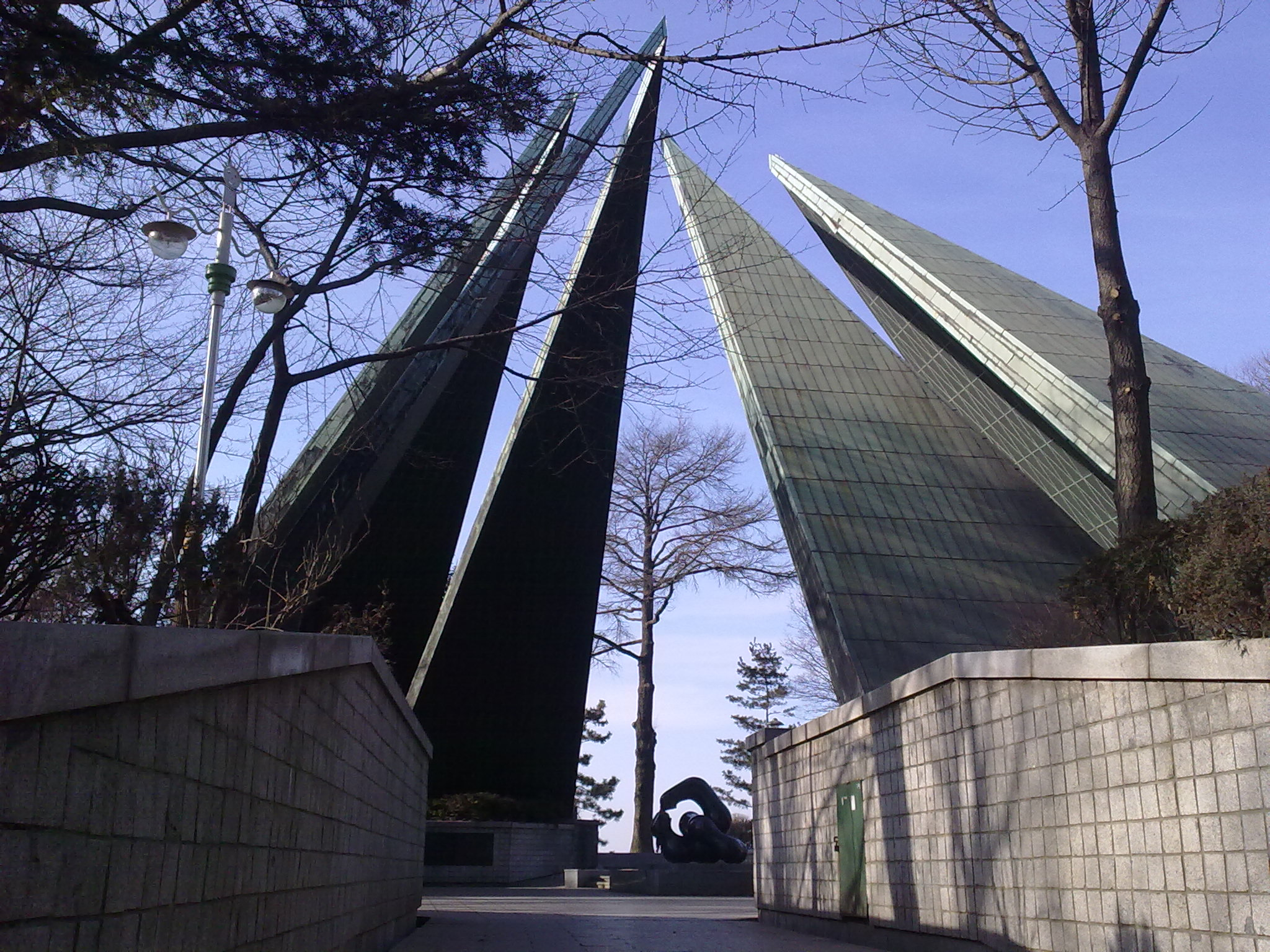
한미수교 백주년기념탑
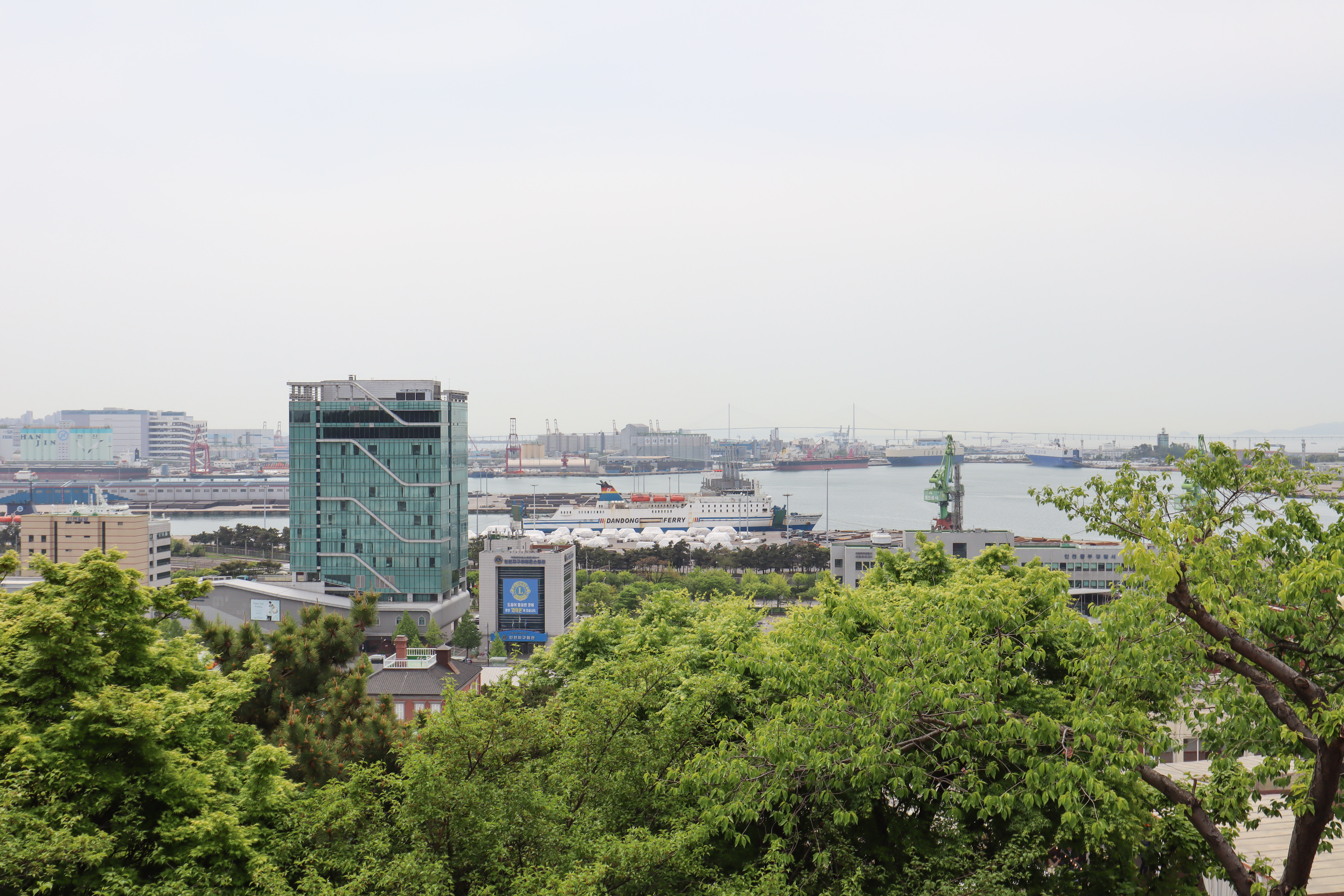
자유공원에서 본 전망

## 같이 보기
- 자유공원로
- 자유공원서로
- 자유공원남로